# Танел Кіїк
Танел Кіїк (ест. Tanel Kiik, нар. 23 січня 1989) — естонський політик, з 29 квітня 2019 до 3 червня 2022 р. — міністр соціальних справ Естонії.

## Життєпис
2007 року з відзнакою закінчив німецьку гімназію Кадріорг, також закінчив коледж в Пярну від Тартуського університету 2016 року зі ступенем у галузі бізнесу та управління проєктами. 2016 року почав навчання в магістратурі в Інституті політичних досліджень Йогана Скітта при Тартуському університеті.
Раніше працював у Державній канцелярії як керівник кабінету прем'єр-міністра Юрі Ратаса (2016—2019) та радником Юрі Ратаса в Рійгікогу (2012—2016).
2020 року Тартуський університет нагородив його медаллю Скітта за внесок у просування доказового управління в Естонії.
3 червня 2022 року Кая Каллас відкликала сімох міністрів із Центристської партії після того як центристи разом із депутатами EKRE відхилили під час голосування у парламенті проєкт про переведення початкової освіту на естонську. Серед міністрів, які втратили посаду, був і Кіїк як міністр від Центристської партії.

## Особисте життя
Одружений, має дитину. Його брат — антрополог Лаур Кіїк.